# Hrabstwo Calhoun (Alabama)

Piramida wieku hrabstwa

Calhoun – hrabstwo w stanie Alabama w USA. Populacja liczy 112 249 mieszkańców (stan według spisu z 2000 roku).
Powierzchnia hrabstwa to 1586 km². Gęstość zaludnienia wynosi 71 osób/km².

## Miasta
- Anniston
- Hobson City
- Jacksonville
- Ohatchee
- Oxford
- Piedmont
- Weaver

## CDP
- Alexandria
- Choccolocco
- Nances Creek
- Saks
- West End-Cobb Town
- White Plains